# Vlastimil Vojtěch Protivínský
Vlastimil Vojtěch Protivínský (* 15. září 1969, Znojmo) je moravský římskokatolický kněz (někdejší farář ve farnostech Třebíč-Jejkov a Horní Újezd), kterému bylo v roce 2022 zakázáno sloužit veřejné mše svaté. Je zakladatel časopisu Moderní včelař a spoluzakladatel Pracovní společnosti nástavkových včelařů.

## Život
Narodil se v září roku 1969 ve Znojmě a dětství prožil v blízkém Šafově. Vystudoval teologii na Cyrilometodějské teologické fakultě Univerzity Palackého v Olomouci. Kněžské svěcení přijal 27. června 1998 z rukou brněnského biskupa Vojtěcha Cikrleho. V roce 2000 se stal správcem farnosti Rakvice.
Do povědomí české veřejnosti vstoupil, když před druhým kolem senátních voleb v roce 2000 pomocí plakátů vyzval voliče v Rakvicích a okolí, aby přišli k volbám a hlasovali proti komunistické kandidátce Martě Struškové, která postoupila do druhého kola v břeclavském obvodě spolu s kandidátem Čtyřkoalice Vladimírem Schovánkem. Při té příležitosti připomínal zločiny komunismu a tvrdil, že komunisté jsou hrozbou pro demokracii a lidská práva.
Komunistická buňka v Břeclavi po volbách podala tzv. podnět k prošetření, zda nebyl spáchán trestný čin. Tehdejší okresní státní zastupitelství v Břeclavi ho začalo stíhat pro trestný čin „hanobení národa, rasy a přesvědčení“. Veřejnost byla šokována tím, že je v Česku možné, aby 12 let po pádu totalitního režimu mohl být někdo trestně stíhán jen proto, že vyzýval ostatní, aby nevolili komunisty.
Protivínskému se dostalo podpory od brněnského biskupa Vojtěcha Cikrleho, světícího biskupa olomouckého Josefa Hrdličky a dalších duchovních, jakož i řady obhájců lidských práv, politiků, organizací a institucí. Některé z osobností se s peticí Stop komunismu obrátily na ministerstvo vnitra. Objevily se na ní podpisy politiků Hany Marvanové, Oldřicha Kužílka, Jana Bubeníka, herce Jana Krause, Břetislava Rychlíka, režiséra Jana Hřebejka a dalších. Tehdejší královéhradecký biskup Dominik Duka v souvislosti s peticí řekl: „Žádám, aby obvinění vznesené proti Vojtěchu Protivínskému bylo vzneseno i proti mně.“
Jeho stíhání nakonec 21. listopadu 2001 zastavil brněnský státní zástupce Petr Coufal. O totéž se o několik hodin později pokusil také prezident Václav Havel, ale jeho rozhodnutí už bylo bezpředmětné.
Nedlouho po tom v rozhovoru pro jeden portál odpověděl, že učení marxismu je v rozporu se sociálním učením Církve. V roce 1989 se o něj začala zajímat StB poté, co při volbě předsedy JZD Šatov u Znojma navrhoval, aby se volby mohlo účastnit více kandidátů než pouze jeden, navržený za KSČ.
Po dvouleté duchovenské práci v Rakousku se stal v srpnu 2007 duchovním správcem farnosti Třebíč-Jejkov. V roce 2010 zde začal sloužit tridentské mše a umožnil ve své farnosti pořádat tradičně katolické akce pro mládež organizované laickým sdružením Una Voce Česká republika. Od října 2014 do února 2022 působil jako farář farnosti Horní Újezd u Třebíče, kterou předtím spravoval jako administrátor excurendo z Třebíče-Jejkova.
Počátkem roku 2022 mu byl rozhodnutím tehdejšího brněnského biskupa Vojtěcha Cikrleho, s odkazem na kanonické právo, vydán příkaz spočívající v pozastavení výkonu úřadu faráře. Biskup mu dále uložil roční nedobrovolný pobyt v komunitě v obci Kláštor pod Znievom na Slovensku, která se věnuje lidem s drogovou a alkoholickou závislostí, a to i přesto, že Protivínský nikdy na žádných návykových látkách závislý nebyl.[zdroj⁠?!] Během tohoto pobytu se dle rozhodnutí biskupa se měl „věnovat vlastní duchovní obrodě, aby našel svou kněžskou identitu v současné církvi“. Dále mu bylo zakázáno sloužit veřejné mše svaté a mše bez účasti lidu smí sloužit pouze podle misálu sv. Pavla VI. z roku 1970. Důvodem tohoto rozhodnutí bylo, že ve farním kostele v Horním Újezdě sloužil výhradně mimořádnou formu mše svaté podle římského misálu v jeho poslední úpravě provedené papežem Janem XXIII. v roce 1962, a odmítal předsedat řádné formě římského ritu a podávat svaté přijímání na ruku s odvoláním na práva a povinnosti katolických kněží uložených jim bulou sv. papeže Pia V. Quo primum. To bylo brněnským biskupem hodnoceno jako disciplinární delikt, kdy se biskup naopak odvolal na motu proprio papeže Františka Traditionis custodes.
Signoval petici Několik vět a manifest D.O.S.T.

## Citace
- „KSČM je vážnou hrozbou pro demokracii, základní lidská práva a pro každého z nás. Proto nemohu mlčet. Jako kněz jsem povinen nejen upozorňovat na případné zlo, ale také se proti jakémukoliv zlu postavit, proto vyzývám: zastavte nástup komunismu. Jděte v neděli volit a hlasujte proti kandidátce KSČM!“ (z prohlášení)[7][12]
- „Myslím, že v naší společnosti nemohou dostat prostor myšlenky, které vedou k potlačení základních lidských práv a svobod, které vedou k násilí.“ (reakce na kandidaturu komunistického kandidáta na Břeclavsku – 2000)[13]
- „Jednak jsem připomenul, že komunisté mají na svědomí neuvěřitelné zločiny a na prvním místě musí být tyto zločiny vyšetřeny a potrestány, druhá věc, že komunisté nám vlastně vždycky lhali. Lhali v roce 1946, když usilovali o politickou moc, také slibovali, že zaručí svobodu, náboženskou svobodu, prosperitu země. Víme, do jaké bídy, do jakého marasmu, hmotného, morálního, duchovního uvrhli zemi. Takže jsem lidem připomněl, že této straně se zkrátka nedá věřit a musíme udělat všechno pro to, aby její vliv v této společnosti nevzrůstal.“[14]